# San Pablo (Isabela)
San Pablo is een gemeente in de Filipijnse provincie Isabela in het noordoosten van het eiland Luzon. Bij de laatste census in 2007 had de gemeente bijna 21 duizend inwoners.

## Geografie

### Bestuurlijke indeling
San Pablo is onderverdeeld in de volgende 17 barangays:
| - Annanuman - Auitan - Ballacayu - Binguang - Bungad - Caddangan/Limbauan - Calamagui - Caralucud - Dalena | - Guminga - Minanga Norte - Minanga Sur - Poblacion - San Jose - Simanu Norte - Simanu Sur - Tupa |

## Demografie
San Pablo had bij de census van 2007 een inwoneraantal van 20.561 mensen. Dit zijn 1.471 mensen (7,7%) meer dan bij de vorige census van 2000. De gemiddelde jaarlijkse groei komt daarmee uit op 1,03%, hetgeen lager is dan het landelijk jaarlijks gemiddelde over deze periode (2,04%). Vergeleken met de census van 1995 is het aantal mensen met 3.439 (20,1%) toegenomen.

De bevolkingsdichtheid van San Pablo was ten tijde van de laatste census, met 20.561 inwoners op 637,9 km², 32,2 mensen per km².